# Tsiolkovskiy (månkrater)
Tsiolkovskiy är en 184 kilometer stor nedslagskrater på månens baksida. Tsiolkovskiy har fått sitt namn efter Konstantin Tsiolkovskij.

## Satellitkratrar
| Tsiolkovskiy | Latitud  | Longitud  | Diameter |
| ------------ | -------- | --------- | -------- |
| W            | 16.04° S | 126.87° Ö | 12 km    |
| X            | 14.72° S | 126.47° Ö | 12 km    |